# 祝家街道
祝家街道，是中华人民共和国辽宁省沈阳市浑南区下辖的一个乡镇级行政单位。

## 行政区划
祝家街道下辖以下地区：
祝家社区、田家屯社区、青草沟社区、山城子社区、上高士社区、伙牛社区、下高士社区、祝家村社区、李麦峪社区、佟家峪社区、常王寨社区、下楼子社区、沙河子社区和龙三家子社区。
2018年6月，将祝家街道办事处的龙红社区划归深井子街道办事处，高八寨、段家沟、永安3个社区划归李相街道办事处。